# Українська господарська академія

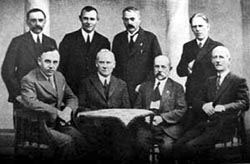
Сенат УГА. Сидять зліва: доцент О. Бочковський, професор Б. Іваницький (ректор), професор Л. Фролов та інші

Украї́нська господа́рська акаде́мія (УГА, чеськ. Ukrajinská hospodářská akademie v Poděbradech) — українська вища («висока») технічна школа в Подєбрадах (Чехословаччина), заснована 1922 року Українським громадським комітетом у Празі на чолі з Микитою Шаповалом при фінансовій допомозі міністерства закордонних справ Чехо-Словаччини.

## Загальний опис
Початковий статут УГА з 3-річним планом навчання, затверджений 16.5.1922 Міністерством хліборобства Чехо-Словацької Республіки, 23.5.1925 був змінений Професорською Радою УГА. Згідно з новим статутом, Академія далі існувала як висока школа з 4-річним планом навчання і мала три факультети:
- агрономічно-лісовий (відділи — агрономічний і лісовий);
- інженерний (відділи — хіміко-технологічний і гідротехнічний);
- економіко-кооперативний (відділи — економічний з численними підвідділами, кооперативний та статистичний).

Після закінчення академії абсольвенти здобували звання інженера.
Загалом було прийнято до УГА 786 студентів (найбільше їх було у 1926-27 рр. — 613), з яких закінчило навчання зі званням інженер 569 осіб (більшість з них пізніше працювала за своїм фахом на західних українських землях): агрономів — 125, лісовиків — 92, хіміків-технологів — 58, гідротехніків та економістів-кооператорів — 167; до 1926-27 рр. більшість з них мала стипендії від чехословацького уряду. Крім українців (до 1926-27 рр. майже винятково з української еміграції) в УГА навчалася невелика кількість студентів інших національностей, головним чином білорусів. Студенти були організовані в більшості в Українській академічній громаді і Громаді студентів УГА.
Своєю організацією УГА відповідала чеським високим школам такого типу з тією відмінністю, що крім фахових предметів було введено також українознавчі науки. При УГА діяла низка навчально-допоміжних установ: фундаментальна бібліотека (30 000 тт. фахової літератури), 33 кабінети, 14 лабораторій, ряд ферм, лісовий розсадник, метеорологічна станція і два навчальні кооперативи. Більшість з цих установ містилася в старовинному замку чеського короля Юрія Подебрадського (1420-71).
Упродовж перших десяти років УГА мала 118 педагогів: 92 українці (найбільше у 1928 році — 96) і 26 чехів. Чимало з професорів були визначними науковцями, серед них:
- агрономи В. Доманицький, В. Чередіїв, лісовик Б. Іваницький;
- економісти — О. Мицюк, В. Садовський, В. Тимошенко; кооператори — С. Бородаєвський, Б. Мартос, статистик — Ф. Щербина;
- правники — Л. Бич, О. Ейхельман, соціолог О.-І. Бочковський, Віктор Сапіцький.
- техніки-хіміки — М. Вікул, С. Комарецький;
- геодезисти Л. Грабина, Л. Флоров та ін.
- Шиянів Григорій — правник і громадський діяч; директор канцелярії Української Господарчої Академії у Подєбрадах, у якій викладав право.
- Лися́нський Бори́с Миколович (Миколайович) — український фізик, публіцист, громадсько-політичний діяч, поет.

Доцентом академії був економіст Спиридон Микитович Довгаль, підполковник армії УНР, пізніше голова уряду УНР на вигнанні (1954, 1969-72), голова Української Національної Ради (1966-67, 1972-75).
УГА і її професура брали участь в міжнародному науковому житті (конгреси, публікації тощо). Чималою була наукововидавнича діяльність УГА і її професури. Вони опублікували за час існування УГА 698 наукових публікацій, у тому числі 229 книг (здебільше підручники для студентів), у тому числі низка перших технічних довідників для вищих шкіл українською мовою (тільки 37 випущено друком, інші здебільше літографічним способом). Велике значення мала розбудова української технічної номенклатури (серед іншого лісова термінологічна комісія видала німецько-український «Лісотехнічний словник»). При УГА протягом її існування діяло 50 організацій, серед них 9 науково-професійних та фахових.
Ректорами УГА були: Іван Шовгенів (1922—1925 і 1926—1927), Борис Іваницький (1925—1926 і 1928—1935), Сергій Тимошенко (1927—1928).
УГА утримував уряд Чехо-Словаччини (бюджет на 1927 — 2,8 млн чехо-словацьких корон, на 1931 р. — 1,6 млн), а підпорядковувалася вона двом чехо-словацьким міністерствам: міністерству хліборобства (щодо навчання) і до 1928 міністерству закордонних справ (щодо адміністративно-господарських справ).
Дотації від чеської влади для УГА (як і для УВУ), поступово зменшувалися, а в 1928 Міністерство хліборобства заборонило приймати нових слухачів і наказало здійснити поступову ліквідацію УГА, яку було закінчено в 1935. Для врятування УГА у 1931 р. в Празі було створено Товариство прихильників УГА (голова — професор Б. Матюшенко), але коли виявилося, що воно неспроможне зібрати потрібні фонди, товариство спрямувало свою енергію на заочний Технічно-Господарський інститут при УГА, який було засновано ще 1932. Він у своїй основі зберігав структуру і програму Академії, але замість аудиторного перейшов на заочне навчання. Його власником стала Спілка професорів УГА з допоміжним опікуном — Товариством прихильників УГА.
Українське суспільство пам'ятає і пошановує внесок УГА, її науково-викладацького складу в розвитку української науки та освіти..

## Професорсько-викладацький склад
- Безпалко Йосип Іванович
- Бич Лука Лаврентійович
- Бородаєвський Сергій Васильович
- Буньовський Микола Васильович
- Бочковський Ольгерд-Іполит
- Вікул Микола Павлович
- Голіцинський Євген Миколайович
- Гольдельман Соломон Ізраїлевич
- Довгаль Спиридон Микитович
- Доманицький Віктор Миколайович
- Ейхельман Отто Оттович
- Закоморний Микола Степанович
- Зайцев Микола
- Іванис Василь Миколайович
- Іваницький Борис Георгійович
- Коваленко Олександр Михайлович
- Колубаїв Сергій Петрович
- Королів Василь Костянтинович
- Косинський Володимир Андрійович
- Левицький Модест Пилипович
- Лисянський Борис
- Лорченко Микола Іванович
- Мазепа Ісаак Прохорович
- Мартос Борис Миколайович
- Мацієвич Костянтин Андріанович
- Мицюк Олександр Корнійович
- Приходько Віктор Кіндратович
- Садовський Валентин Васильович
- Саєвич Микола
- Сапицький Віктор Андрійович
- Сірополко Степан Онисимович
- Сидоренко Григорій Микитович
- Славинський Максим Антонович
- Сокович Євген
- Тимошенко Володимир Прокопович
- Тимошенко Сергій Прокопович
- Труба Іван Михайлович
- Хословський Борис Борисович
- Чередіїв Володимир
- Чикаленко Євген Харламович
- Шадлун Микола Якимович
- Шаповал Микита Юхимович
- Шеретинський Іродіон
- Шиянів Григорій
- Шовгенів Іван Опанасович
- Шрамченко Леонтій
- Щербина Федір Андрійович
- Яковлів Андрій Іванович

## Випускники академії
- Алмазів Олекса
- Артюшенко Юрій
- Білахів Віталій
- Білодуб Сава
- Биковський Лев
- Бойко Ананій
- Гарячий Павло
- Герасимович Ярослав
- Гнойовий Іван
- Гончар Олександр Якович
- Дубрівний Павло
- Єреміїв Михайло
- Жлудкін (Гай-Гаєвський) Олекса
- Закоморний Микола
- Залевська Євгенія
- Залевський Болеслав
- Запорожець Петро
- Зімницький Михайло Іванович
- Івасишин Захар
- Ігнатенко Дмитро
- Калинович Іван
- Кмета Архип
- Киричок Сергій
- Коваленко Василь
- Колубаїв Сергій
- Костюченко Олекса Павлович
- Крушельницький Богдан
- Кущинський Антін
- Ліницький Дмитро
- Ломацький Максим
- Макарська (Шульц) Ольга
- Малець Віктор
- Маланюк Євген
- Малашко Микола
- Марущенко-Богдановський Андріан
- Мосендз Леонід
- Мурашко Василь
- Нестеренко Опанас
- Няньчур Гордій
- Падалка Василь
- Палієнко Микола
- Палій-Сидорянський Михайло
- Прохода Василь
- Радченко Григорій
- Реутов Кость
- Ржевуцький Віктор
- Росіневич Микола
- Селешко Михайло
- Сім'янцев Валентин
- Сім'янцев Олекса
- Сіпко Микола
- Скрипниченко Федір
- Созонтів Симон
- Сціборський Микола
- Теліга Михайло
- Чубенко Олександр
- Шевченко Володимир
- Петро Шох
- Штепа Павло
- Якерсон Семен
- Ярошевський Олександер
- Яценко Петро

## Пам’ятник працівникам академії

Пам'ятник працівникам Української господарської академії

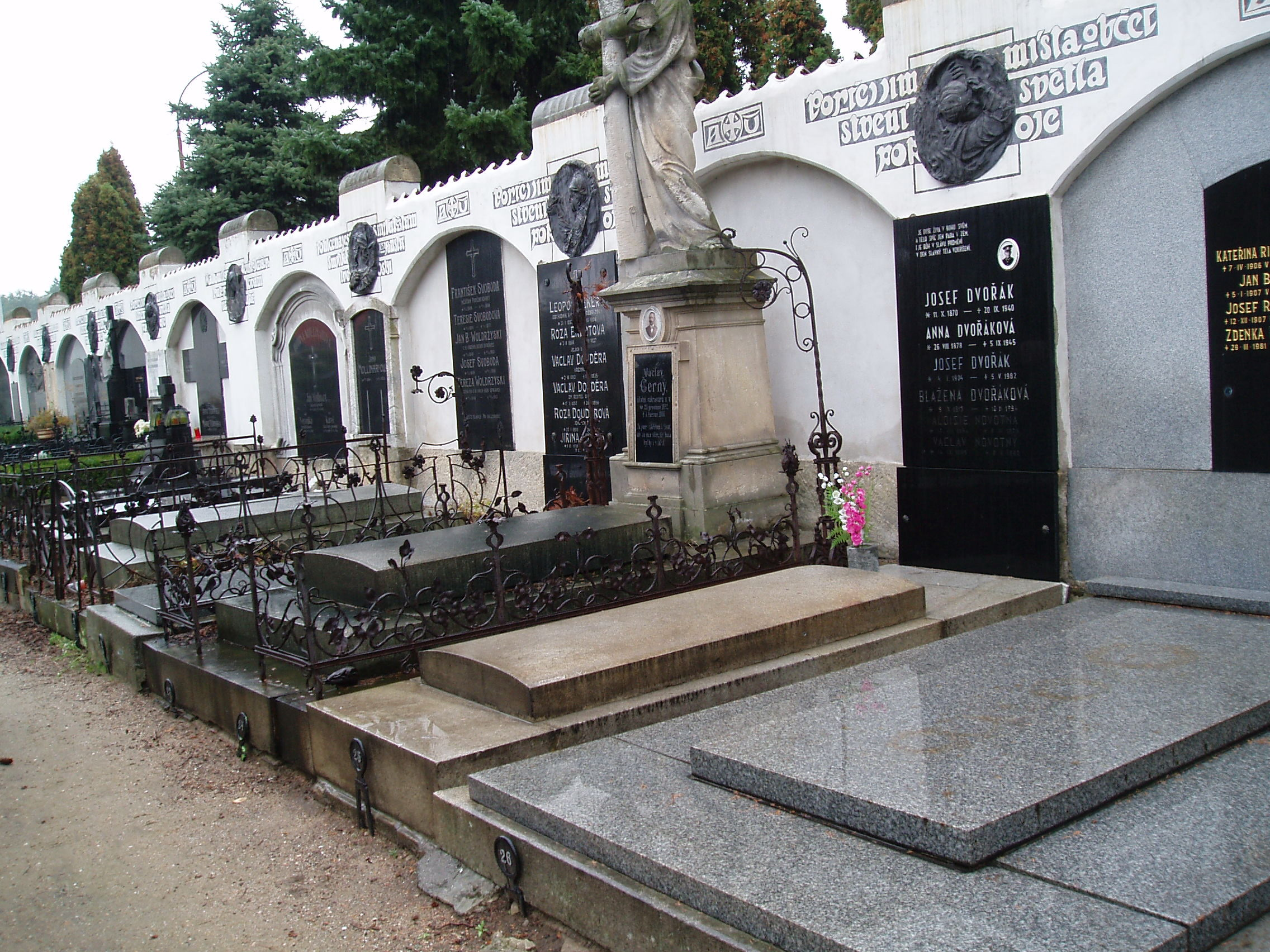
Цвинтар у Подєбрадах. Фрагмент.

Пам'ятник працівникам Української господарської академії встановлено у 1933 р. на цвинтарі м. Подєбради..
Окремі меморіальні дошки на пам'ятному меморіалі було встановлено українською діаспорою в Чехії на вшанування: проф. українського університету, директора українського музею і голови історикофілологічного товариства в Празі Дмитра Антоновича (15.11.1877 — 12.10.1945); управляючого канцелярії УГА Григорія Мияніва (17.11.1874 — 23.12.1955); професора і поета В'ячеслава Лащенка (28.10.1875 — 1.05.1953); професора Костя Мацієвича (1875—1944); відомого громадського діяча Євгена Чикаленка (9.12.1862-20.06.1929); професора українського університету в Празі, доктора Аґенора Артимовича (30.08.1889 — 21.10.1935); української письменниці Валерії О'Коннор-Вілінської (22.12.1868 — 9.12.1930); професора УГА Олександра Вілінського (17.09.1872 — 10.12.1928); професора Ростислава Лащенко (14.09.1878 — 30.10.1929); професора УГА Миколи Косюри (17.11.1869-29.08.1942); інженера, доцента УГА Олександра Михайловського (17.05.1882 — 16.03.1932); академіка, скульптора, різбляра Михайла Бринського (11.10.1883 — 10.01.1957); інженера, доктора Сергія Володимиріва (29.12.1895 — 2.10.1973); громадського діяча, засновника фірми «Balneo Podebrady» Бориса Зленка (30.09.1937 — 18.11.2002).